# جيمس ريد هيرينج
جيمس ريد هيرينج (بالإنجليزية: James Red Herring)‏ مواليد 19 مارس 1896 - الوفاة 07 مايو 1974، كان ملاكم محترف أمريكي صنّف ضمن فئة الوزن الخفيف. كان بطلا في وزن الوسط الخفيف.

## إحصائيات
خاض خلال مسيرته 207 نزالا، فاز في 140 وتعادل في 28 وخسر في 38. فاز بالضربة القاضية في 58 نزالا.

## روابط خارجية
- جيمس ريد هيرينج على موقع بوكس ريك (الإنجليزية) (registration required)